# 대전략
대전략(大戰略) 또는 그랜드 스트래터지(영어: grand strategy)는 안전보장공동체가 사용가능한 모든 종류의 힘을 목적에 의거하여 배치하는 것을 포함하는 개념이다. 영국의 군사역사학자인 B. H. 리델 하트는 대전략을 다음과 같이 설명했다.
대전략의 역할 - 고전략(高戰略, higher strategy) - 는 국가의 모든 자원, 또는 국가의 공동체를 조직화하고 총괄하여 전쟁의 정치적 목표를 달성하는 것으로, 그 목표란 근본적 정책에 의하여 정해진다.
대전략은 군대를 유지하기 위하여 국가의 경제적인 자원과 인력을 계산하면서 또한 개발시켜야 한다. 또한 정신적 자원(moral resources) - 사람들의 의지를 강화하도록 하는 것은 더욱 강한 견고한 형태의 힘을 소유하는 것에 상응할 정도로 중요한 경우가 많다. 대전략은 또한 여러 개의 조직들과 군조직과 산업 간 힘의 분배를 제한하여야 한다. 더욱이, 전투력은 대전략에 있어 하나의 수단일 뿐이다. 상대방의 의지를 약화시키기 위해 도덕적 압력을 견디는 것 또한 재정적 압력의 힘을 감안하고 받아들이는 만큼 중요하다. ...
뿐만 아니라, 전략의 한계가 전쟁에 의하여 제한될 때, 대전략은 전쟁 이후의 평화까지를 내다본다. 대전략은 여러 가지 수단들을 포함할 뿐만 아니라, 안보와 번영을 위하여, 미래의 평화 상태에 손상이 가는 것을 피하기 위하여 그 수단들의 사용을 통제하기도 한다.
대전략은 전통적인 전략의 개념을 다음의 세 가지 측면으로 확장한다.
1. 전략을 군사적 의미를 넘어 외교, 재정, 경제, 정보 등의 의미로 확장한다.
2. 외력 뿐 아니라 내력에 대한 분석을 더하여 다양한 무력 수단과 그 무력 수단의 행사에 필요한 내부적 장치를 고려의 대상으로 확장한다.
3. 전시 뿐만 아니라 평화시 역시 전략의 고려 대상으로 확장한다.

## 같이 보기
- 지정학
- 외교 정책
- 그레이트 게임
- 지전략
  - 중앙아시아의 지전략(영어판)
- 에너지 지정학(energy geopolitics)
- 군사 교리